# Municipio de Bloom (Dakota del Norte)
El municipio de Bloom (en inglés, Bloom Township) es un municipio del condado de Stutsman, Dakota del Norte, Estados Unidos. Tiene una población estimada, a mediados de 2022, de 663 habitantes.
Abarca una zona exclusivamente rural.

## Geografía
Está ubicado en las coordenadas 46°56′34″N 98°37′8″O / 46.94278, -98.61889. Según la Oficina del Censo de los Estados Unidos, tiene una superficie total de 88.45 km², de la cual 86.96 km² corresponden a tierra firme y 1.49 km² están cubiertos de agua.

## Demografía
Según el censo de 2020, en ese momento había 657 personas residiendo en la zona. La densidad de población era de 7.56 hab./km². El 97.4 % de los habitantes eran blancos, el 0.3 % eran amerindios, el 0.3 % eran asiáticos, el 0.5 % eran de otras razas y el 1.5 % eran de una mezcla de razas. Del total de la población, el 0.9 % eran hispanos o latinos de cualquier raza.